# Єлизаветівка (Роздільнянський район)
Єлизаве́тівка — село в Україні, у Захарівській селищній громаді Роздільнянського району Одеської області. Населення становить 69 осіб.
До 17 липня 2020 року було підпорядковане Захарівському району, який був ліквідований.

## Населення
Згідно з переписом 1989 року населення села становило 89 осіб, з яких 38 чоловіків та 51 жінка.
За переписом населення 2001 року в селі мешкало 68 осіб. 100 % населення вказало своєю рідною мовою українську мову.